# Charles Pierre Saint-Ignon
Charles Pierre hrabě de Saint-Ignon (Karl Graf von Saint-Ignon) (25. července 1685 Belleville, Francie – 4. srpna 1750 Prosiměřice, Morava) byl rakouský generál francouzského původu. Od mládí sloužil v císařské armádě a zúčastnil se dynastických válek první poloviny 18. století. Dosáhl hodnosti generála jezdectva (1745) a svou kariéru zakončil jako zemský velitel na Moravě a ve Slezsku (1746–1750).

## Životopis

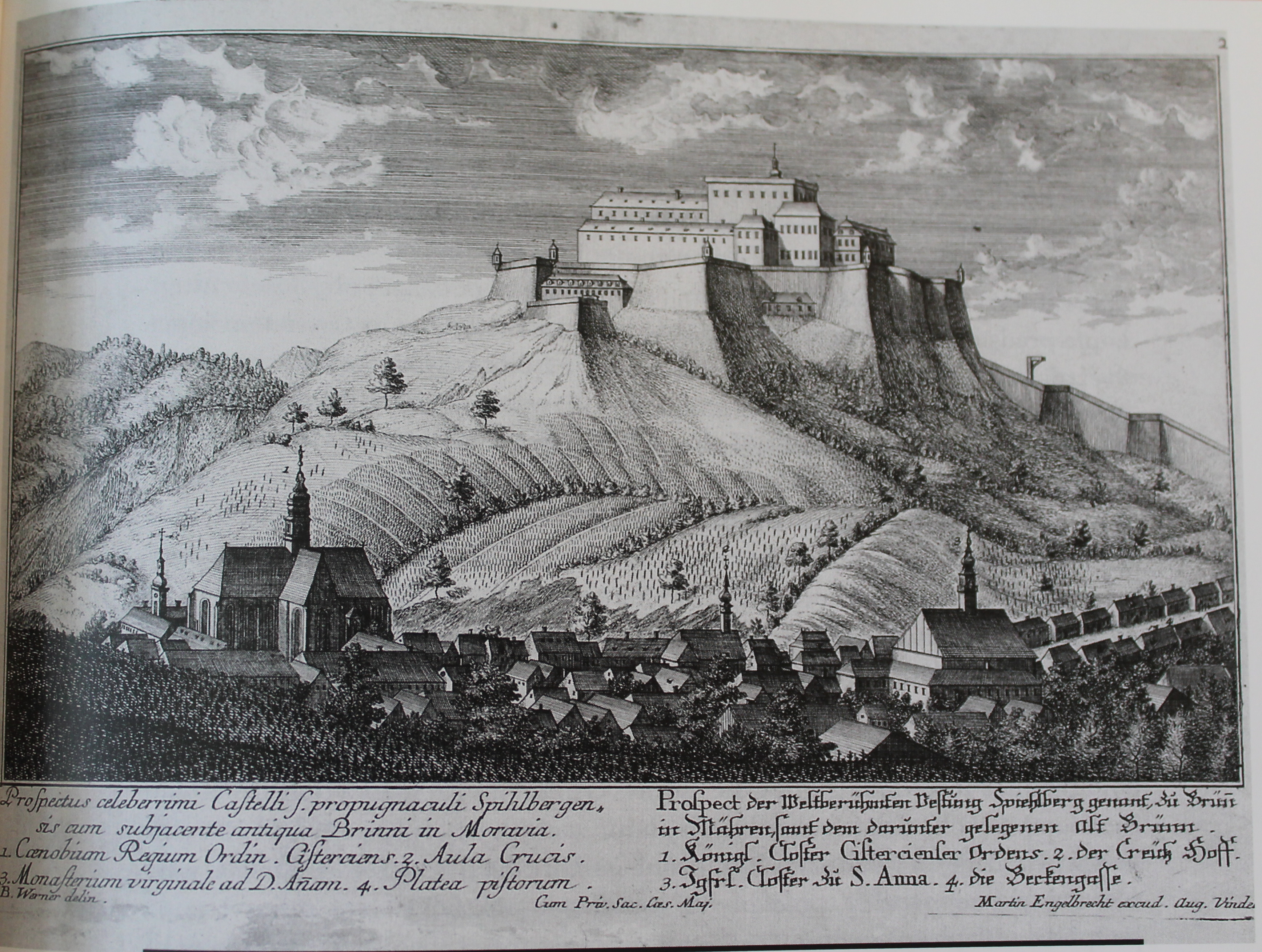
Pevnost Špilberk v polovině 18. století

Pocházel z francouzské šlechtické rodiny připomínané od 15. století, narodil se jako nejstarší syn hraběte Bernarda de Saint-Ignon a jeho manželky Anne Gabrielle d'Ollivier (†1708). Za války o španělské dědictví vstoupil do císařské armády v hodnosti rytmistra a již v roce 1710 obdržel důstojnický patent. Později postupoval v hodnostech (podplukovník 1723, plukovník 1726). Za války o polské dědictví dosáhl hodnosti generálmajora (respektive generálního polního vachtmistra, 1734). V bojích proti Turkům byl vrchním velitelem jezdectva a v roce 1739 byl povýšen na polního podmaršála. Mezitím byl jmenován také císařským komorníkem (1736). Za válek o rakouské dědictví dosáhl hodnosti generála jezdectva (1745) a v roce 1746 byl získal říšský titul svobodných pánů (obecně byl ale označován francouzským hraběcím titulem, i když ten na území Říše neplatil). V letech 1746–1750 byl zemským velitelem pro Moravu a Slezsko se sídlem v Brně, zároveň velel pevnosti Špilberk. Důležitým úkolem byl pověřen v červnu 1748, kdy Brno a další moravská města navštívila Marie Terezie s manželem Františkem Štěpánem Lotrinským. Saint-Ignon měl z pozice zemského velitele zajistit bezpečnost císařského páru a jeho doprovodu a upravit všechny hlavní komunikace na jižní Moravě.
Zemřel náhle při vojenském cvičení v polním ležení v Prosiměřicích u Znojma v srpnu 1750 ve věku 65 let.
Jeho mladší bratr Jean François (Johann Franz) (1688–1745) vstoupil také do císařské armády, dosáhl hodnosti polního podmaršála a za války o rakouské dědictví padl v bitvě u Hohenfriedbergu.
Matka Anne Gabrielle d'Ollivier se po ovdovění podruhé provdala v roce 1698 za příslušníka staré francouzské šlechty Gastona de Lévis, markýze de Mirepoix (1670–1702). Její syn z druhého manželství a nevlastní bratr generála Saint-Ignona Gaston de Lévis, vévoda de Mirepoix (1699–1757) byl diplomatem a v armádě dosáhl hodnosti maršála Francie.